# 1985 TB3
1985 TB3 är en asteroid i huvudbältet som upptäcktes den 12 oktober 1985 av den Schweiziska astronomen Paul Wild vid Observatorium Zimmerwald.
Asteroiden har en diameter på ungefär 3 kilometer.